# 10 nackte Friseusen
10 nackte Friseusen bzw. Zehn nackte Friseusen ist ein frivoler Partyschlager des deutschen Sängers Mickie Krause aus dem Jahr 1999. Er wurde von dem Comedian Lou Richter und dem Komponisten Clemens Winterhalter geschrieben und war der erste und bislang erfolgreichste Charthit des Sängers. Das Lied wurde vor allem als Partylied und Ballermann-Hit bekannt und taucht entsprechend auf zahlreichen Compilation-Alben mit Stimmungsliedern auf, teilweise gecovert von anderen Bands und Interpreten.

## Hintergrund und Veröffentlichung
Die Musik und der Text zu 10 nackte Friseusen stammen von Clemens Winterhalter und Lou Richter. Das Lied erschien am 25. Juni 1999 als Maxi-Single bei EMI Electrola mit mehreren Versionen (Single-, Ballermann- und Dirty Krause-Mix) sowie dem Lied We Love Mallorca.
1. 10 nackte Friseusen (Single-Mix) – 3:40
2. 10 nackte Friseusen (Ballermann-Mix) – 3:56
3. 10 nackte Friseusen (Dirty Krause-Mix) – 3:56
4. We Love Mallorca – 4:10

Es erschien danach vor allem in den Jahrgängen 2000 und 2001 auf mehreren Compilation-Alben mit Ballermann-, Feten- und Après-Ski-Hits (Après Ski Hits 2000) sowie auf dem Album OK … Folgendes – Meine größten Erfolge Teil 2 und weiteren Hit-Zusammenstellungen des Sängers. Auf dem 2003 erschienenen Album Krause Alarm (Das Beste Party-Album Der Welt!) und auf der im gleichen Jahr veröffentlichten Maxi-Single zu Reiss die Hütte ab! (einer Coverversion von Chirpy Chirpy Cheep Cheep) erschien eine weitere Version des Liedes als Zehn nackte Friseusen 2003.

## Musik und Text

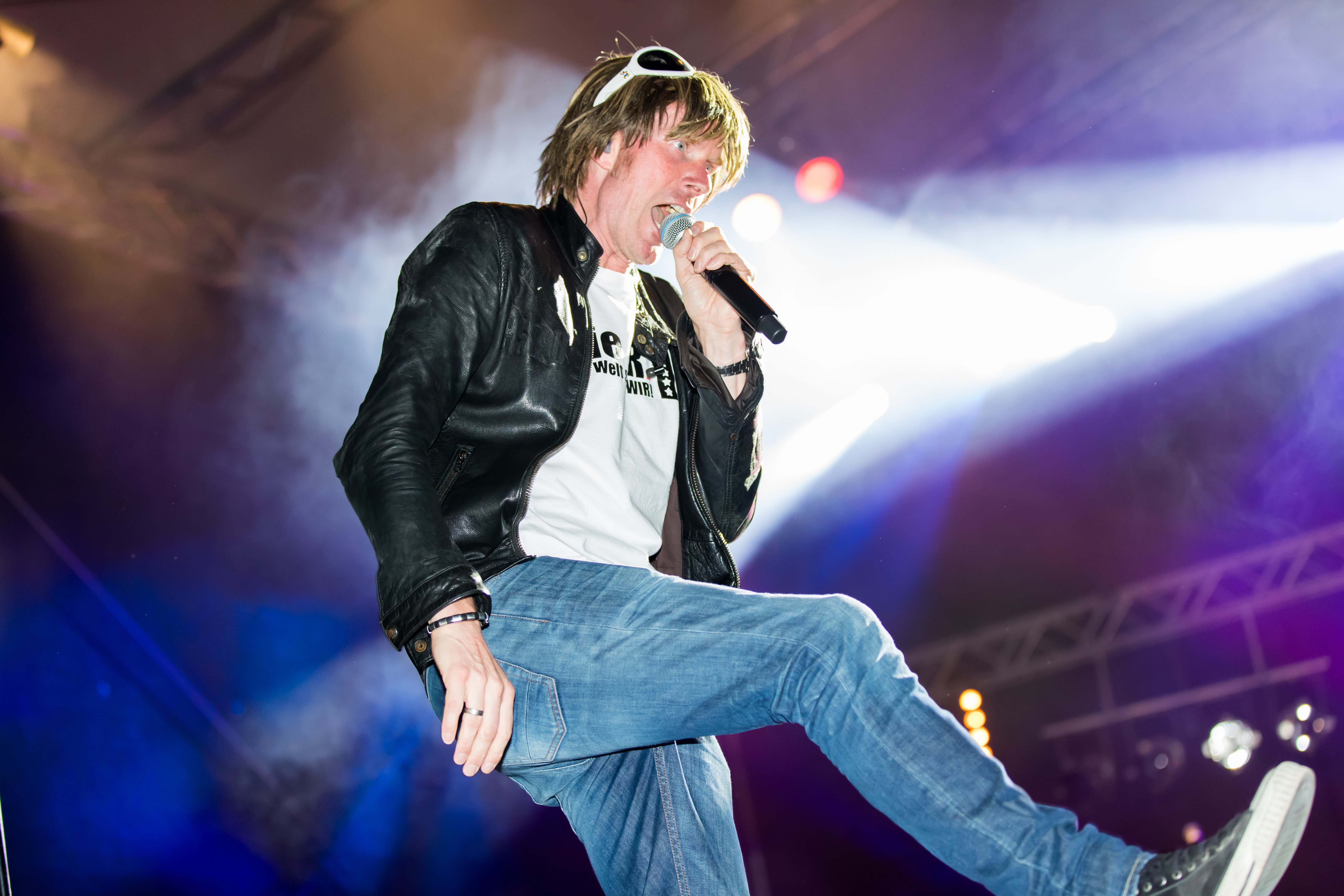
Mickie Krause in Mannheim 2016 auf dem La Ola Schlagerfestival

10 nackte Friseusen ist ein Partyschlager im 4⁄4-Takt, der in deutscher Sprache verfasst ist. Das Lied ist aus mehreren Strophen aufgebaut, die durch einen mehrfach wiederholten Refrain unterbrochen sind. Die musikalische Begleitung ist genretypisch schlicht und rhythmusbetont aufgebaut: Die erstveröffentlichte Version wird von einem per Drumcomputer erzeugten Rhythmus mit Bassdrum auf jeder Viertelnote und Hi-Hat auf dem Offbeat begleitet. Bassline und Akkordbegleitung werden von einem Sequenzer beigesteuert. Das Stück beginnt mit einem melodiösen, auf dem Keyboard gespielten Intro in der Melodie des Refrains, bevor der Gesang, angekündigt mit dem gesprochenen „Ok, Folgendes:“ mit der ersten Strophe einsetzt. Verschiedene auf dem Keyboard eingespielte Melodiefragmente ergänzen die Gesangsmelodie, wobei im Refrain ein Glocken-Dreiklang zum Einsatz kommt. Die letzte Strophe weicht als Zwischenstück melodiös von den vorigen ab und wird von zwei Takten eingeleitet, in denen die Hi-Hat aussetzt und der Sänger spricht „Ok, ich will hier nicht unnötig ein Riesenfass aufmachen, aber Folgendes:“, woraufhin die Hi-Hat nach einem Blastbeat wieder einsetzt. Später produzierte Versionen und Mixe setzen zudem E-Gitarrenklänge und eine zweite Stimme im Refrain ein. Die bekanntere und aufwändiger produzierte Version von 2003 endet mit dem ausfadenden Jubel eines simulierten Livepublikums.
Auch der Text ist einfach strukturiert und auf jeweils zwei Strophen folgt ein Refrain. Die einzelnen Strophen bestehen aus einem einfachen Reim, auf den eine Verneinung folgt:

„Es gibt 100.000 Frauen,

denen ist alles zuzutrauen,

doch ich sag no,

Nananano...“

Die in der ersten Strophe gewählte Bezeichnung „Frauen“ wird in den folgenden Strophen mit Weiber, Mädel, Damen, Schnitten und Hasen variiert und der jeweilige Reim wird entsprechend angepasst. Gleiches gilt für die Verneinungsphrase, die jeweils das Desinteresse an diesen Personen ausdrücken soll. Der Refrain bezeichnet dann den eigentlichen Wunsch des Protagonisten:

„Ich will 10 nackte Friseusen,

10 nackte Friseusen, ohoh,

10 nackte Friseusen,

mit richtig feuchten Haaren...“

Bei den „Friseusen“, die sich explizit nicht auf „Haaren“ reimen, handelt es sich um einen Vexierreim in frivol-humoristischer Absicht (siehe Vexierlied): Dem Sänger und dem Publikum ist das eigentliche Reimwort bekannt, das jedoch bewusst vermieden wird, um die frivole Stimmung zu heben. Der Text verwendet weitere Andeutungen und Vexierreime wie „50.000 Damen, die wollen alle meinen Namen“, „100.000 Schnitten, die haben wunderschöne Augen“ und „50.000 Hasen, die wollen mir alle einen erzählen“.

## Resonanz

### Charts und Chartplatzierungen
10 nackte Friseusen stieg erstmals am 12. Juli 1999 auf Platz 31 in die deutschen Singlecharts ein und hielt sich dort insgesamt neun Wochen, wobei das Lied am 26. Juli des Jahres mit Rang 26 für eine Woche seine höchste Notierung verzeichnete. Am 6. September 1999 wurde es zum letzten Mal in den Charts auf Platz 54 verzeichnet. In Österreich platzierte es sich am 29. August 1999 auf Platz 40, blieb allerdings nur eine Woche in den Charts.
Mickie Krause erreichte als Interpret mit dem Lied zum ersten Mal die deutschen und auch die schweizerischen Singlecharts, und es war seine höchste Platzierung in der deutschen Hitparade (Stand April 2022). Seine nächste Platzierung folgte erst 2002 mit Geh doch zu Hause, du alte Scheiße!, mit der er Platz 67 erreichen konnte. Das Album OK … Folgendes – Meine größten Erfolge Teil 2 stieg 2001 bis auf Platz 85 der deutschen Albumcharts.

### Coverversionen
10 nackte Friseusen wurde als Partyschlager vereinzelt gecovert, vor allem von verschiedenen Bands und Interpreten der Partyszene. Die Lieder erschienen vor allem auf Samplern mit Party- und Stimmungshits, zu den Coverversionen des Songs gehören dabei unter anderem Lieder von Band mit Namen wie Palma Party Projekt, Playa Party Girls oder Playa Party Projekt. Weitere Interpreten sind etwa Die Balla-Männer, Die 3 Besoffskis, DJ Edelweiß und Die Tiroler Alpenhosen, Estudio Miami Ritmo, Gunter Bombe oder auch Michael Kruse (in Abwandlung des Namens von Mickie Krause).
Im Rahmen der Stunksitzung präsentierte die Kölner Karnevalsband Köbes Underground mehrfach einen Beitrag mit dem Titel Night of the Prolls, in dem 10 nackte Friseusen neben anderen Stimmungsschlagern wie 20 Zentimeter von Möhre und Hey Baby (Uhh, Ahh) von DJ Ötzi als Opernstück parodiert wird. Der Titel wurde 2004 auf dem Album Stunksitzung – Dat Beste 2 veröffentlicht.
2023 veröffentlichte Heino eine Coverversion auf seinem Album Lieder meiner Heimat.

## Belege
1. ↑  
Mickie Krause – 10 nackte Friseusen bei Discogs; abgerufen am 10. Juli 2022.
2. ↑  
Various Artists – Après-Ski-Hits 2000 bei Discogs; abgerufen am 24. April 2022.
3. ↑  
Mickie Krause – OK … Folgendes – Meine größten Erfolge Teil 2 bei Discogs; abgerufen am 24. April 2022.
4. ↑  
Mickie Krause – Krause Alarm (Das Beste Party-Album Der Welt!) bei Discogs; abgerufen am 24. April 2022.
5. ↑  
Mickie Krause – Reiss die Hütte ab! bei Discogs; abgerufen am 24. April 2022.
6. 1 2 3  Mickie Krause – Zehn nackte Friseusen, Songtext auf songtexte.com; abgerufen am 24. April 2022.
7. 1 2 3  
Mickie Krause – 10 nackte Friseusen. offiziellecharts.de, abgerufen am 24. April 2022.
8. 1 2  
Mickie Krause – 10 nackte Friseusen. austriancharts.at, abgerufen am 24. April 2022.
9. 1 2 3  
Mickie Krause – 10 nackte Friseusen. chartsurfer.de, abgerufen am 24. April 2022.
10. ↑  
Mickie Krause – Zehn nackte Friseusen, Coverversionen auf cover.info; abgerufen am 24. April 2022.
11. ↑  „Night of the Prolls“ von Köbes Underground, Stunksitzung auf YouTube
12. ↑  
Köbes Underground – Stunksitzung - Dat Beste 2 bei Discogs; abgerufen am 24. April 2022.
13. ↑  „Heino ist nicht frauenfeindlich“: Schlagersänger Heino setzt auf Ballermann und „Zehn nackte Friseusen“. 20. September 2023, abgerufen am 27. Dezember 2023.